# Cycasis trochanterata
Cycasis trochanterata är en stekelart som beskrevs av Dmitriy R. Kasparyan 1976. Cycasis trochanterata ingår i släktet Cycasis och familjen brokparasitsteklar. Inga underarter finns listade i Catalogue of Life.